# Эрн, Александр Александрович

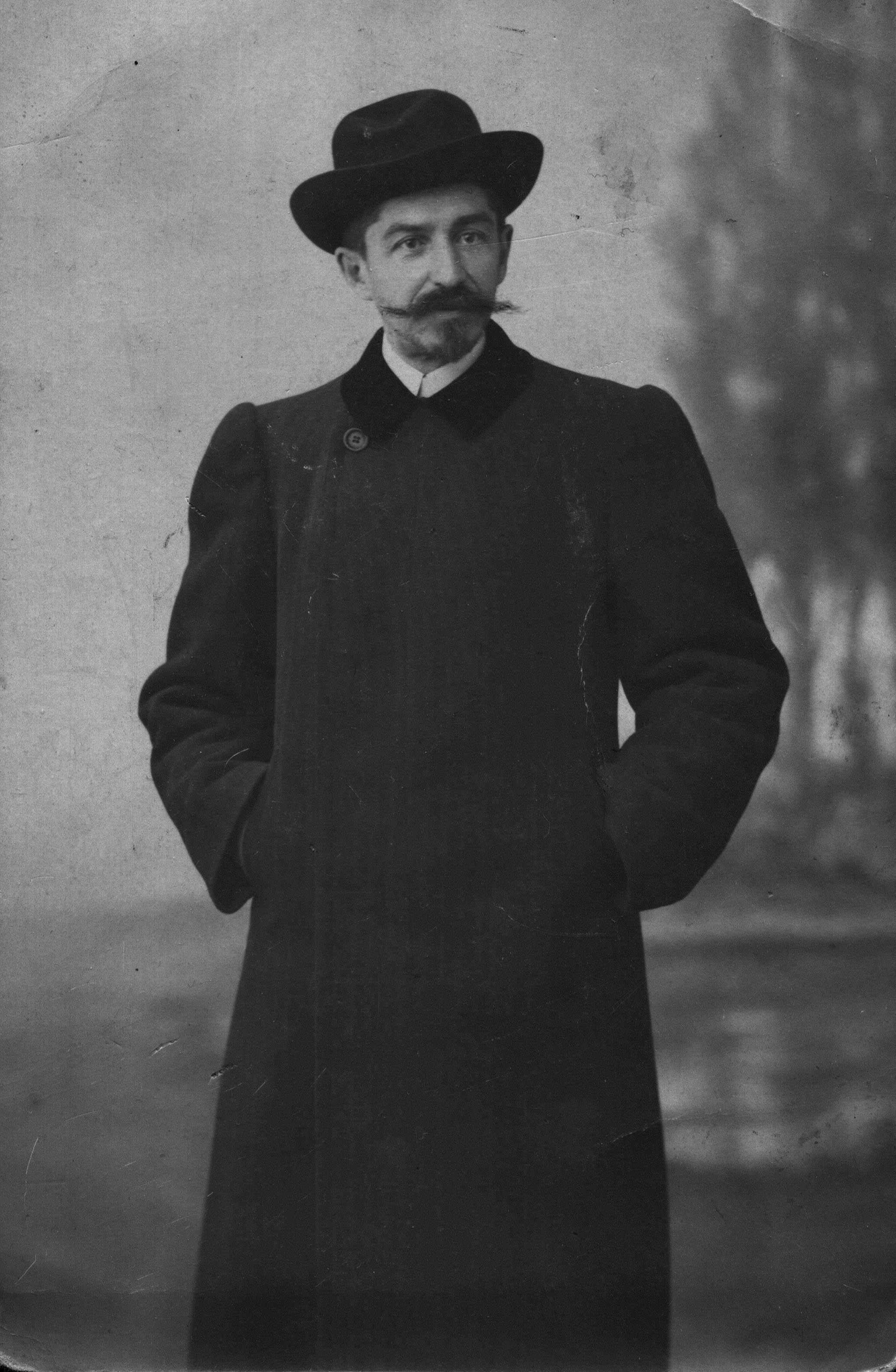
Адвокат Александр Александрович Эрн

Алекса́ндр Алекса́ндрович Эрн (1869, Смоленск — 1931, Соловки) — российский политический деятель, член IV Государственной думы; адвокат.

## Биография
Происходил из потомственных дворян, потомок старинного шведского дворянского рода Эрнов (швед. Örn или швед. Öhrn); родился в Смоленске 2 сентября 1869 года; брат Фёдора Александровича Эрна. Среднее образование получал в гимназиях Пскова и Владимира. Окончил юридический факультет Московского университета.
Служил помощником секретаря, секретарём Владимирского окружного суда, в 1899—1907 годах — городским судьей в Покрове и Владимире. Вступил в оппозиционную и официально не зарегистрированную Конституционно-демократическую партию (Партию народной свободы), в связи с чем был переведён городским судьёй в другой регион — в город Белый Смоленской губернии. Спустя 4 месяца вышел в отставку. С 1908 — присяжный поверенный округа Московской судебной палаты, участвовал в ряде политических и политизированных судебных процессов — социал-демократической военной организации, московских «братцев» (религиозно-трезвеннической группы). В 1909 году защищал большевика Михаила Фрунзе, обвинённого в покушении на убийство урядника — первоначально подсудимый был приговорён к смертной казни, но, благодаря усилиям адвоката, она была заменена каторжными работами сроком на шесть лет.
Также работал юрисконсультом отделений Государственного и Соединенного банков во Владимире, был одним из учредителей и членом совета Владимирской общественной библиотеки, председателем Общества вспомоществования учащихся Владимирской губернии. Был женат, имел двоих детей.
В 1912—1917 годах — член IV Государственной думы от 2-го съезда городских избирателей Владимирской губернии. Входил в состав кадетской фракции, с 1913 года был секретарём комиссии для выработки законопроекта о собраниях, являлся докладчиком комиссий по судебной реформе и по рабочему вопросу.
После Февральской революции 1917 года был комиссаром Временного комитета Государственной думы и Временного правительства по Владимирской губернии, участвовал в организации местной власти на новых основаниях, в разрешении конфликтов между временным губернским исполкомом (ориентированным на Временное правительство) и местными советами. В 1917 году был кандидатом в члены Учредительного собрания по Владимирскому избирательному округу (четвёртый номер в списке № 1 от Партии Народной свободы), но избран не был. В том же году вышел из кадетской партии «ввиду несоответствия программы новому экономическому и политическому строительству». Работал юрисконсультом Владимирского губернского земства.
После прихода к власти большевиков работал юрисконсультом Владимирского губернского совнархоза, местного отделения Госбанка, профсоюза текстильщиков. В 1918 году был арестован как бывший деятель кадетской партии, освобождён по просьбе комиссара Ярославского военного округа М. В. Фрунзе, который рекомендовал его на юридическую работу в военные и гражданские советские структуры. Так бывший кадетский политик стал окружным юрисконсультом Ярославского и Харьковского военных округов, начальником следственного отдела штаба, консультантом Народного комиссариата юстиции УССР. Затем был старшим инспектором парткома Рабоче-Крестьянской инспекции, юрисконсультом Управления по переустройству Рязанско-Владимирской железной дороги.
17 сентября 1930 года был арестован по обвинению в том, что «проводил активную непримиримую борьбу с Советской властью, принимал участие в контрреволюционной деятельности в составе контрреволюционной белогвардейской организации „Спасение Родины и революции“, субсидируя последнюю от Владимирского комитета кадетской партии». Постановлением «тройки» при полномочном представительстве ОГПУ по Ивановской промышленной области от 19 октября 1930 года был приговорён к расстрелу, который, с учётом его роли в процессе над Фрунзе, был заменён на 10 лет лишения свободы. Находился в заключении в Соловецком лагере особого назначения, где и скончался 17 июня 1931 года.